# NGC 4356
NGC 4356 este o galaxie spirală situată în constelația Fecioara. A fost descoperită în 28 decembrie 1785 de către William Herschel. Se află la o distanță de 16,52 megaparseci de Pământ.